# Adrian Ježina
Adrian Ježina (Berwyn, 3 novembre 1972) è un ex pallanuotista e manager croato.
Ha fatto parte della "generazione d'oro" del Jadran Spalato con il quale vinse due Euroleghe di fila.

## Carriera

### Giocatore
È cresciuto nel Jadran Spalato, squadra con la quale ha vinto 4 trofei internazionali, tra cui due Euroleghe. Brevi sono state le parentesi con i club di Zara e Curzola, in quest'ultima ha chiuso la carriera professionistica nel 2000. 
Con la squadra spalatina oltre i titoli ottenuti ha disputato una finale di Coppa LEN (1998), una semifinale di Eurolega (1994) e quattro finali del Campionato croato (1992, 1993, 1994 e 1997).
Nel 1992 ha giocato qualche incontro con la neonata Nazionale di pallanuoto maschile della Croazia.

### Post-ritiro
Forte della laurea in Ingegneria elettrica conseguita nella Facoltà di Spalato, Adrian decise di "tuffarsi" in una nuova avventura, e nel 2000/2001 iniziò a lavorare come software designer nel Ericsson Nikola Tesla. 
Nel 2002 passò a B-Net come direttore distrettuale, azienda nella quale man mano si fece spazio fino a ricoprirne la carica di presidente del consiglio amministrativo. 
Ottenne nel 2012 la specializzazione in economia nella Facoltà di Zagabria che gli consentì il passaggio in Telecom Austria come membro del consiglio. 
Dal 2017 è Ceo di Telemach Slovenia.

## Palmarès

### Trofei nazionali
- Campionato jugoslavo: 1

Jadran Spalato: 1991

### Trofei internazionali
- Eurolega: 2

Jadran Spalato: 1991-92, 1992-93
- Coppa COMEN: 2

Jadran Spalato: 1991, 1995